# ВЕС Финтинеле
ВЕС Финтинеле — вітрова електростанція в Румунії у повіті Констанца, станом на середину 2010-х найпотужніша ВЕС країни.
Майданчик для станції обрали на сході країни у регіоні Добруджа, відомому своїми сильними вітрами. Її будівництво розпочалось у 2008-му, а першу чергу у складі 139 вітрових турбін компанії General Electric типу Energy 2.5xl із одиничною потужністю 2,5 МВт завершили у 2010 році. Ще через два роки ввели другу чергу із 101 аналогічної турбіни. Діаметр їхнього ротора становить 99 метрів, висота башти — 100 метрів. Фундамент кожної турбіни потребував 400 м3 бетону та 105 паль.
У межах проекту спорудили 200 км під'їзних доріг та проклали 222 км кабелів напругою 33 кВ і 64 км кабелів 110 кВ. Чотири трансформаторні станції підвищують напругу до 110 кВ, тоді як центральна підстанція збільшує її до 400 кВ перед видачею електроенергії в мережу країни.
Загальні інвестиції у проект становили 1,5 млрд євро.